# ئی‌اس‌ال
ئی‌اس‌ال (انگلیسی: ESL) شرکت بازی ویدئویی آلمانی است، که در سال ۲۰۰۰ تأسیس شد.